# Dieter Blumenberg
Dieter Blumenberg (* 6. Juni 1925 in Stepenitz; † 25. Juli 2019) war ein deutscher Politiker und ehemaliger Landtagsabgeordneter (SPD).

## Leben und Beruf

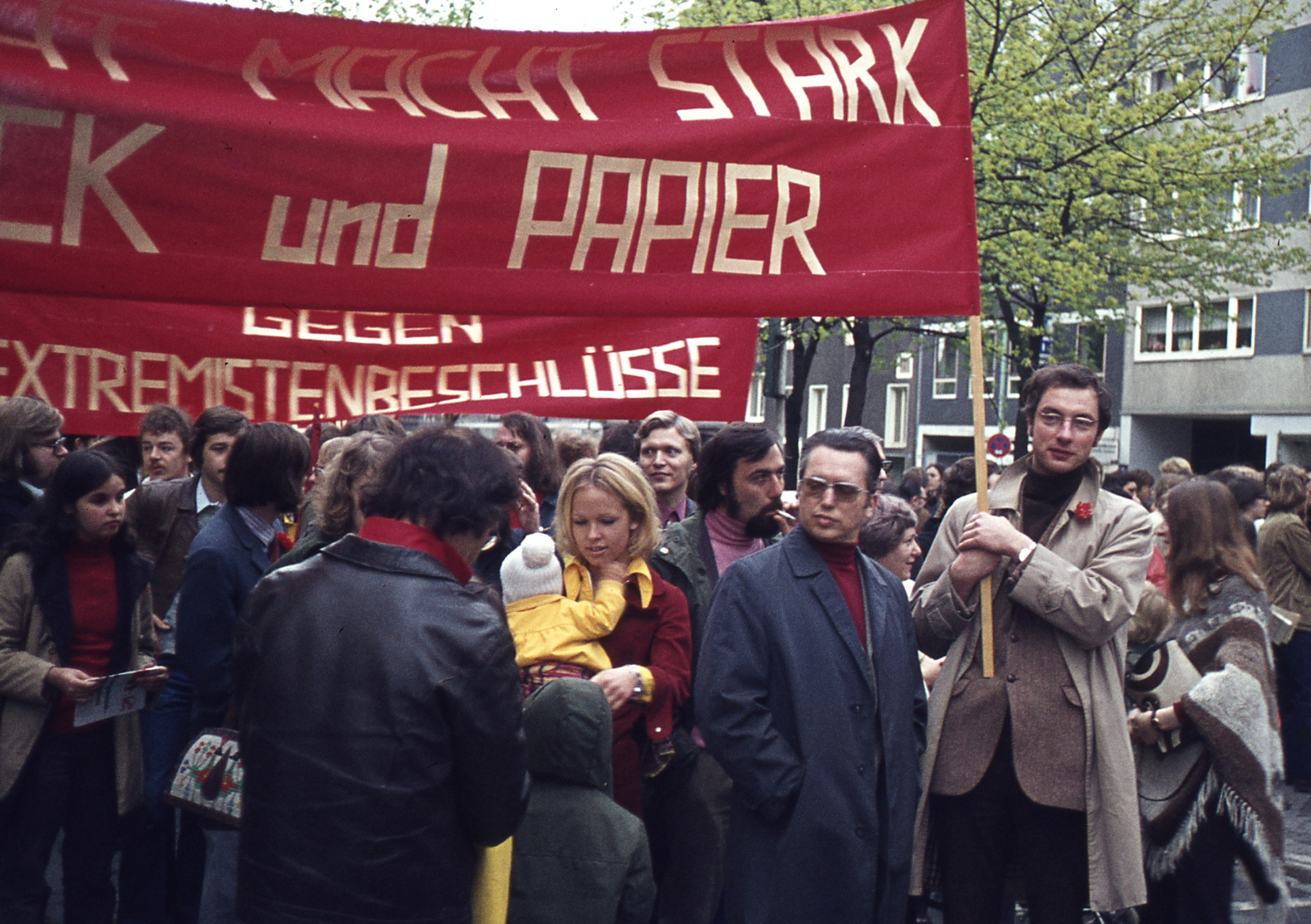
Dieter Blumenberg (Mitte mit dunklem Mantel) bei einer Mai-Demonstration der IG Druck und Papier in Köln, 1973

Nach dem Besuch der Volksschule absolvierte er eine Schriftsetzerlehre und war nach dem Kriegsdienst und der Rückkehr aus der Gefangenschaft im Jahre 1948 bis 1960 als Schriftsetzer tätig. Von 1960 bis 1978 war Blumenberg Bezirkssekretär der IG Druck und Papier und von 1979 bis 1987 DGB-Kreisvorsitzender in Köln.
Der SPD gehörte er seit 1959 an. Außerdem war er Mitglied der IG Druck und Papier und der Arbeiterwohlfahrt.

## Abgeordneter
Vom 29. Mai 1980 bis zum 30. Mai 1990 war Blumenberg Mitglied des Landtags des Landes Nordrhein-Westfalen. Er wurde im Wahlkreis 015 Köln III direkt gewählt.
Dem Gemeinderat der Gemeinde Lövenich gehörte er von 1961 bis 1974 und dem Stadtrat der Stadt Köln von 1975 bis 1980 an.